# Холлис-Джефферсон, Ронди
Ронди Холлис-Джефферсон (англ. Rondae Hollis-Jefferson, род. 3 января 1995 года) — американский и иорданский профессиональный баскетболист, в выступающий за клуб «Атлетикос де Сан-Херман» из Пуэрто-Рико. Сыграл более 300 матчей в НБА.

## Профессиональная карьера
25 июня 2015 года Холлис-Джефферсон был выбран на драфте НБА 2015 года под общим 23-м номером «Портленд Трэйл Блэйзерс». Однако почти сразу после драфта права на него и Стива Блэйка были обменяны в «Бруклин Нетс» на Мэйсона Пламли и Пэта Конногтона, выбранного под 41 номером. 6 июля 2015 года Ронди подписал контракт новичка с «Нетс». В НБА он дебютировал 28 октября, в первом матче сезона 2015/16 годов. Выйдя со скамейки запасных в игре против «Чикаго Буллз» он набрал 8 очков и сделал 5 подборов. 20 ноября он вышел в стартовом составе и сделал дабл-дабл, набрав 13 очков и сделав 11 подборов, однако его игра не помогла одержать победу над «Бостон Селтикс». 7 декабря у Холлис-Джефферсона был диагностирован перелом задней таранной кости в правой лодыжке. Игроку была назначена операция и по прогнозам реабилитация займёт от восьми до десяти недель. На площадку Ронди вернулся 22 марта 2016 года, приняв участие в матче против «Шарлотт Хорнетс», в котором он вышел со скамейки запасных и отыграл 15 минут, набрав за это время пять очков.
14 декабря 2017 года в игре против «Нью-Йорк Никс» Ронди, набрав 25 очков, установил личный рекорд результативности. 26 января в игре против «Милуоки Бакс» Холлис-Джефферсон получил травму и был вынужден пропустить следующие 11 игр. Вернулся Ронди на площадку 26 января 2018 года.
Холлис-Джефферсон пропустил первые три матча сезона 2018,19 годов из-за травмы бедра и рождения сына. 28 ноября 2018 года в матче против «Юты Джаз» Ронди впервые в своей карьере сделал дабл-дабл, набрав 14 очков и сделав 11 передач.
Летом 2023 года стало известно, что Холлис-Джефферсон получил гражданство Иордании и сыграет за сборную Иордании на чемпионате мира 2023 года.

## Статистика

### Статистика в НБА
| Сезон                                                                                    | Команда | Регулярный сезон | Регулярный сезон | Регулярный сезон | Регулярный сезон | Регулярный сезон | Регулярный сезон | Регулярный сезон | Регулярный сезон | Регулярный сезон | Регулярный сезон | Регулярный сезон | Серия плей-офф | Серия плей-офф | Серия плей-офф | Серия плей-офф | Серия плей-офф | Серия плей-офф | Серия плей-офф | Серия плей-офф | Серия плей-офф | Серия плей-офф | Серия плей-офф |
| Сезон                                                                                    | Команда | GP               | GS               | MPG              | FG%              | 3P%              | FT%              | RPG              | APG              | SPG              | BPG              | PPG              | GP             | GS             | MPG            | FG%            | 3P%            | FT%            | RPG            | APG            | SPG            | BPG            | PPG            |
| ---------------------------------------------------------------------------------------- | ------- | ---------------- | ---------------- | ---------------- | ---------------- | ---------------- | ---------------- | ---------------- | ---------------- | ---------------- | ---------------- | ---------------- | -------------- | -------------- | -------------- | -------------- | -------------- | -------------- | -------------- | -------------- | -------------- | -------------- | -------------- |
| 2015/16                                                                                  | Бруклин | 29               | 17               | 21,2             | 45,7             | 28,6             | 71,2             | 5,3              | 1,5              | 1,3              | 0,6              | 5,8              | Не участвовал  | Не участвовал  | Не участвовал  | Не участвовал  | Не участвовал  | Не участвовал  | Не участвовал  | Не участвовал  | Не участвовал  | Не участвовал  | Не участвовал  |
| 2016/17                                                                                  | Бруклин | 78               | 50               | 22,6             | 43,4             | 22,4             | 75,1             | 5,8              | 2,0              | 1,1              | 0,6              | 8,7              | Не участвовал  | Не участвовал  | Не участвовал  | Не участвовал  | Не участвовал  | Не участвовал  | Не участвовал  | Не участвовал  | Не участвовал  | Не участвовал  | Не участвовал  |
| 2017/18                                                                                  | Бруклин | 68               | 59               | 28,2             | 47,2             | 24,1             | 78,8             | 6,8              | 2,5              | 1,0              | 0,7              | 13,9             | Не участвовал  | Не участвовал  | Не участвовал  | Не участвовал  | Не участвовал  | Не участвовал  | Не участвовал  | Не участвовал  | Не участвовал  | Не участвовал  | Не участвовал  |
| 2018/19                                                                                  | Бруклин | 59               | 21               | 20,9             | 41,1             | 18,4             | 64,5             | 5,3              | 1,6              | 0,7              | 0,5              | 8,9              | 4              | 0              | 15,6           | 48,5           | 100,0          | 80,0           | 3,0            | 1,5            | 0,3            | 1,3            | 13,3           |
| 2019/20                                                                                  | Торонто | 60               | 6                | 18,7             | 47,1             | 13,0             | 73,4             | 4,7              | 1,8              | 0,8              | 0,4              | 7,0              | 5              | 0              | 7,7            | 40,0           | 0,0            | 75,0           | 2,0            | 0,6            | 0,4            | 0,2            | 2,8            |
|                                                                                          | Всего   | 294              | 153              | 22,6             | 44,8             | 21,3             | 73,8             | 5,6              | 1,9              | 0,9              | 0,5              | 9,3              | 9              | 0              | 11,2           | 46,5           | 50,0           | 78,8           | 2,4            | 1,0            | 0,3            | 0,7            | 7,4            |
| Наведите курсор мыши на аббревиатуры в заголовке таблицы, чтобы прочесть их расшифровку. |         |                  |                  |                  |                  |                  |                  |                  |                  |                  |                  |                  |                |                |                |                |                |                |                |                |                |                |                |

### Статистика в колледже
| Сезон                                                                                   | Команда | GP | GS | MPG  | FG%  | 3P%  | FT%  | RPG | APG | SPG | BPG | PPG  |  |
| --------------------------------------------------------------------------------------- | ------- | -- | -- | ---- | ---- | ---- | ---- | --- | --- | --- | --- | ---- |  |
| 2013/14                                                                                 | Аризона | 38 | 6  | 25,3 | 49,0 | 20,0 | 68,2 | 5,7 | 1,4 | 0,7 | 1,1 | 9,1  |  |
| 2014/15                                                                                 | Аризона | 38 | 25 | 28,7 | 50,2 | 20,7 | 70,7 | 6,8 | 1,6 | 1,2 | 0,8 | 11,2 |  |
|                                                                                         | Всего   | 76 | 31 | 27,0 | 49,6 | 20,5 | 69,7 | 6,3 | 1,5 | 0,9 | 0,9 | 10,2 |  |
| Наведите курсор мыши на аббревиатуры в заголовке таблицы, чтобы прочесть их расшифровку |         |    |    |      |      |      |      |     |     |     |     |      |  |